# Oberbaumbrücke
Die Oberbaumbrücke in Berlin ist eine Verbindung zwischen den Ortsteilen Kreuzberg und Friedrichshain über die Spree und ist damit Teil des Innenstadtrings. Sie liegt zwischen der Elsenbrücke und der Schillingbrücke und ist zugleich das Wahrzeichen des Bezirks Friedrichshain-Kreuzberg.

## Erste hölzerne Spreequerungen im 18.Jahrhundert

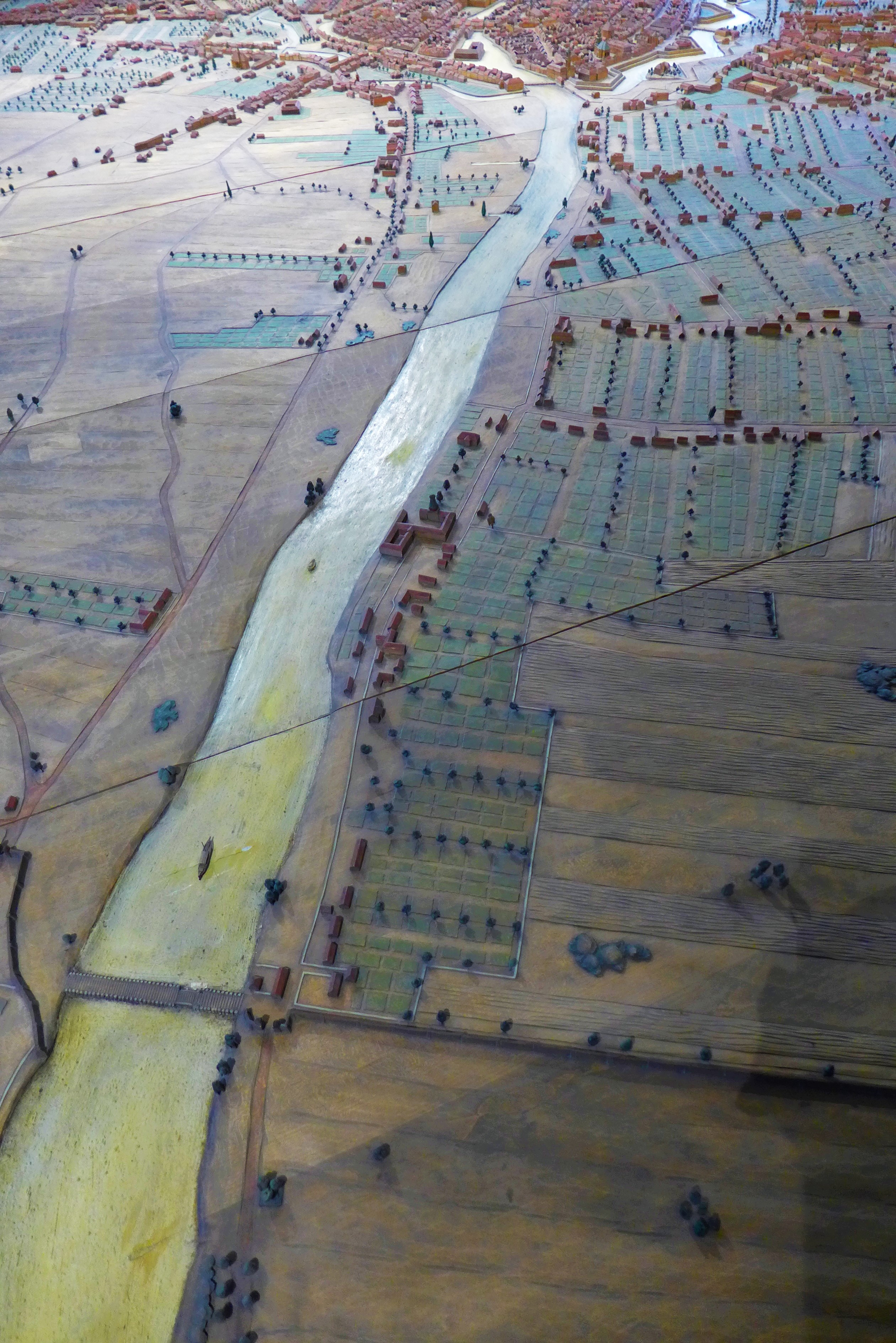
Position im städtischen Umfeld um 1750 mit Akzisemauer am Südostrand der Stadtteile Luisenstadt und Stralauer Viertel (Stadtmodell im Märkischen Museum)

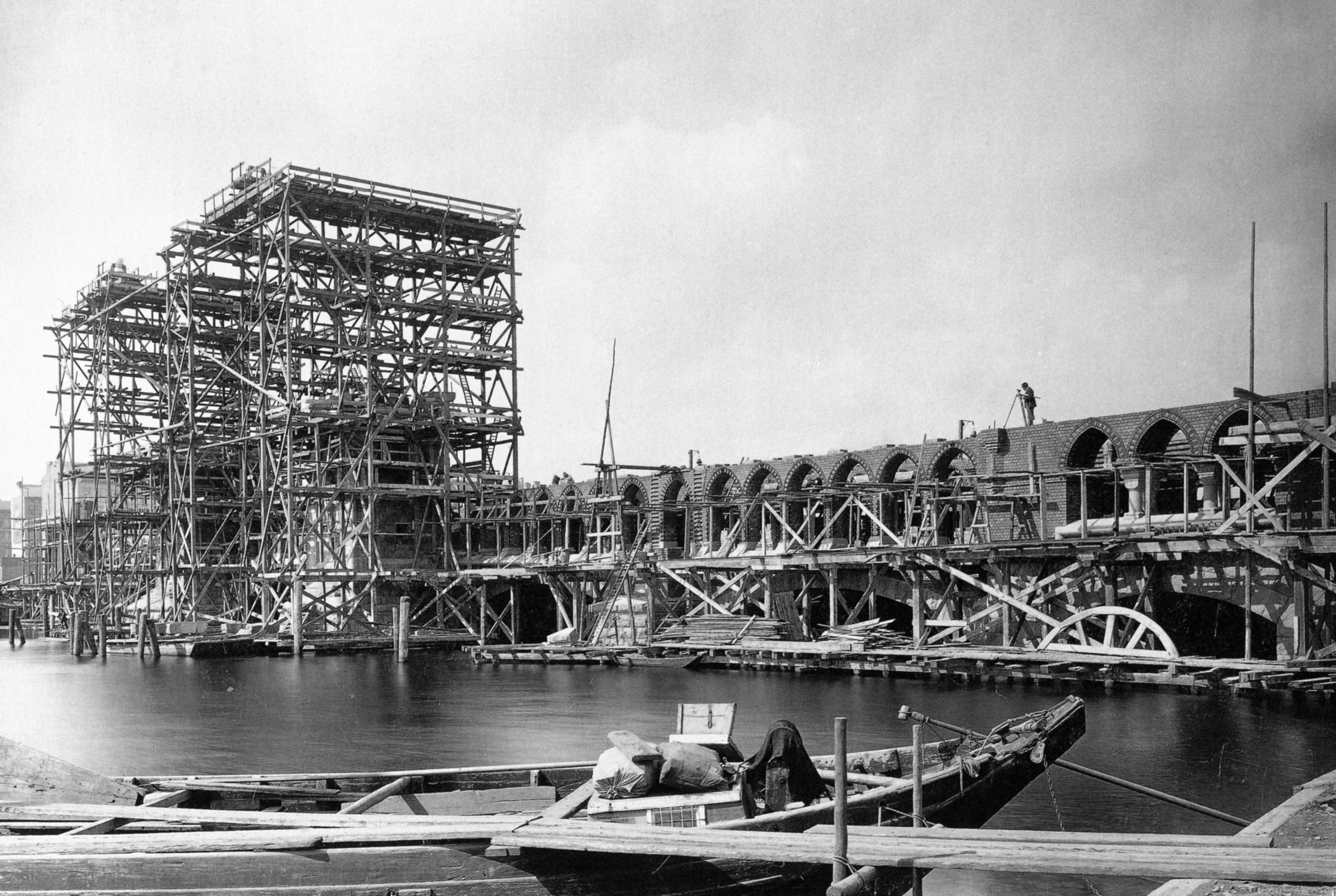
Bau der Brücke, 1895

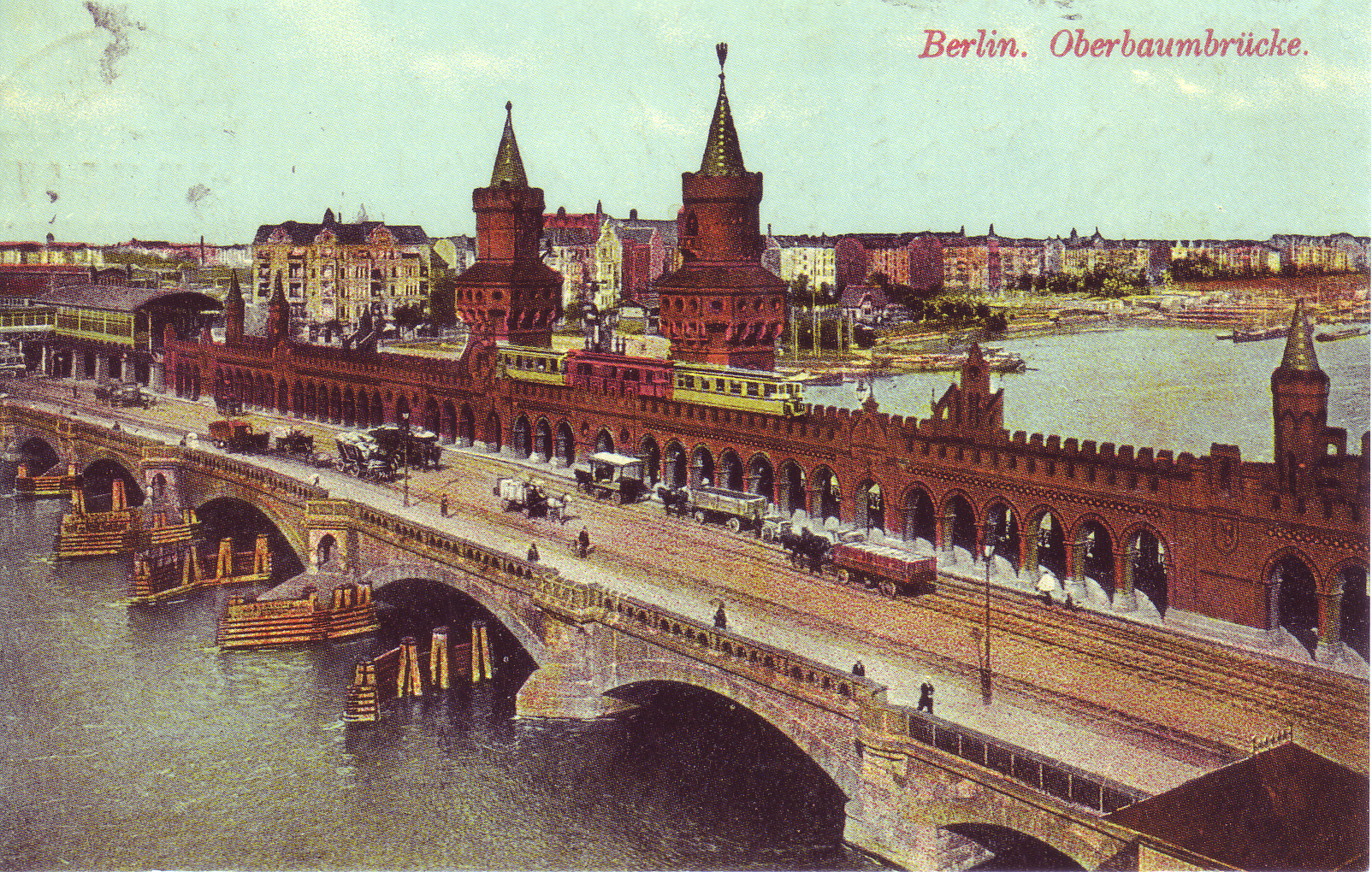
Ansicht der Brücke mit dem direkt anschließenden U-Bahnhof Stralauer Tor (später: Osthafen)

Der namensgebende Oberbaum befand sich seit Mitte des 17. Jahrhunderts auf Höhe der früheren Stadtmauer (an der heutigen Littenstraße) zwischen Berlin und Neu-Cölln, etwa zwei Kilometer weiter stromabwärts von der heutigen Brücke. Die Spree wurde dort zu beiden Seiten bis auf einen schmalen Durchlass in der Mitte mit begehbaren Holzstegen versperrt, um Zölle eintreiben zu können. Nachts wurde der Durchlass mit einem dicken, mit Eisennägeln bewehrten Stamm verschlossen, dem sogenannten Baum. 1703 wurde dort eine hölzerne Jochbrücke mit Schiffsdurchlass errichtet, die sogenannte Blocksbrücke, später Waisenbrücke.
Neben dem Oberbaum im Osten der Stadt gab es den Unterbaum im Westen. Mit der Verlegung der Stadtgrenze und dem Bau der Berliner Zoll- und Akzisemauer wurde 1723 auf königlichen Befehl am Ort der heutigen Brücke eine neue Brücke aus Holz mit Klappen für den Schiffsverkehr errichtet, der neue Oberbaum. Hier stand das Stralauer Tor als Eingang nach Berlin. 1835 erhielt die Brücke den Namen Oberbaumbrücke.

## Eine repräsentative Gewölbebrücke entsteht

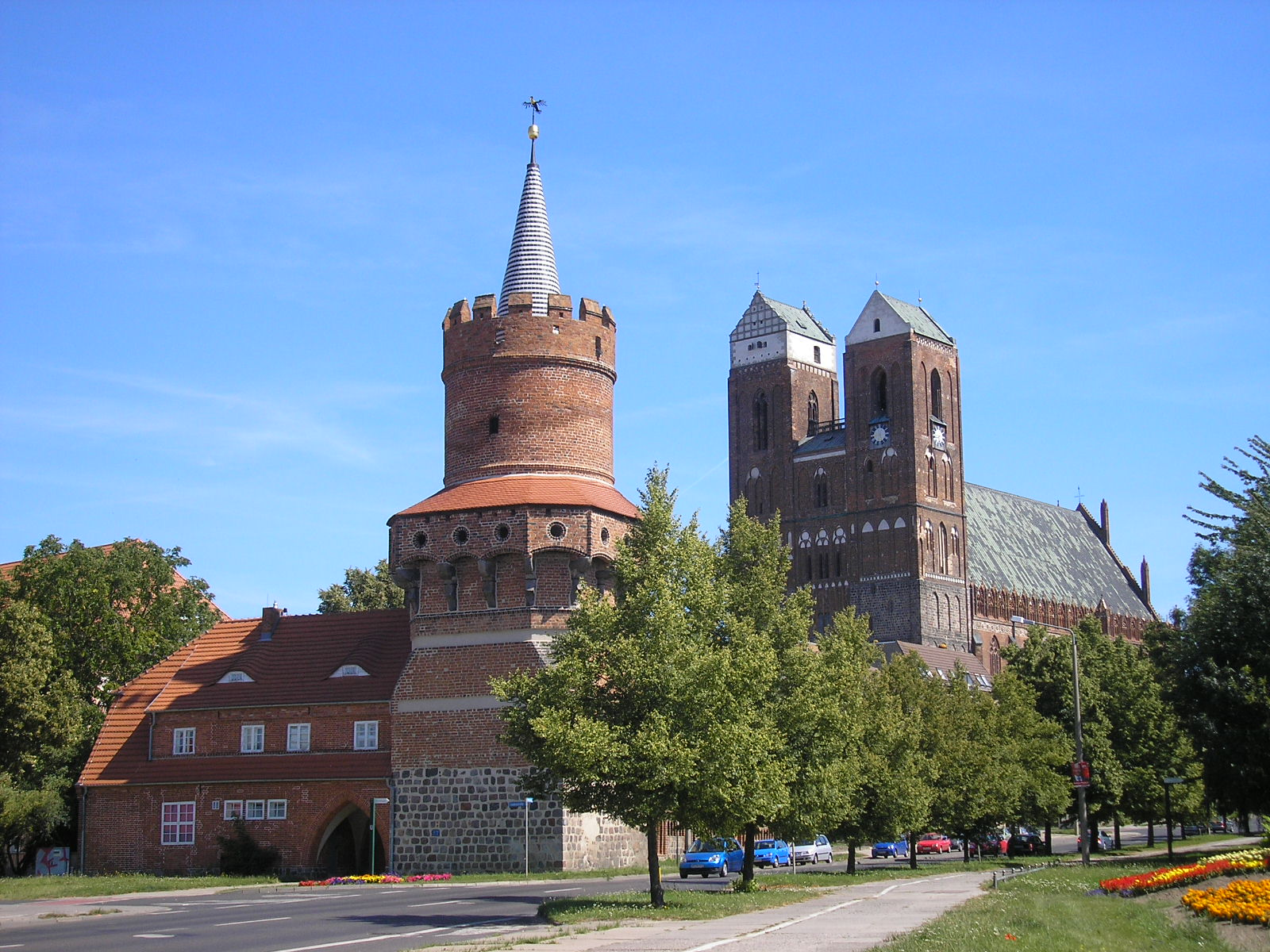
Mitteltorturm in Prenzlau, Vorbild der Brückentürme

Im Jahr 1893 hatte die Firma Siemens & Halske die Genehmigung zum Bau einer die Spree überquerenden Eisenbahnbrücke an dieser Stelle erhalten. Gleichzeitig entstanden Pläne für einen Ersatzbau der alten hölzernen Straßenbrücke. Ein „Besonderes Städtisches Brückenbaubüro“ unter Leitung des Stadtbauinspektors Georg Pinkenburg erstellte nach Entwürfen des Architekten Otto Stahn die Pläne für eine Brücke, die die frühere Torfunktion des Oberbaums in regionalhistorischer Form zum Ausdruck bringen sollte. Bevor beide Brücken begonnen wurden, einigten sich die zuständigen Verwaltungen auf die Errichtung einer kombinierten Eisenbahn-/Straßenbrücke auf der Grundlage der vorliegenden architektonischen Entwürfe. Zwischen 1894 und 1896 entstand ein neugotisches Bauwerk, das die Holzbrücke ersetzte und auf der oberen Ebene die 1902 in Betrieb genommenen Hochbahngleise der ersten Berliner U-Bahn-Strecke (heute: Linien U1 und U3) über die Spree führt. Unter dem Bahnviadukt ist ein geschützter Fußgängerüberweg nach Art eines mittelalterlichen Kreuzgangs ausgeführt. Als Baumaterial für die Brückenpfeiler und Gewölbezwickel wählten die Ingenieure Beton, für alle anderen Bauteile herkömmliches, mit Stahleinlagen verstärktes Mauerwerk. Der Fluss wurde in sieben Gewölben überbrückt, deren Öffnungsbreiten 7 1⁄2, 16, 19, 22, 19, 16 und 7 1⁄2 Meter betrugen.
Der mittlere Brückenbogen wird von zwei je 34 Meter hohen Türmen geschmückt, die mit ihren auskragenden Wehrgängen dem Mitteltorturm der Stadtmauer in Prenzlau nachempfunden sind. Sie symbolisieren gleichzeitig die alte Funktion des Oberbaums als Berliner Wassertor. Ihre unterschiedlich gestalteten Turmspitzen tragen die Reliefs des Berliner Bären und des Brandenburgischen Adlers. Weitere schmückende Details der neuen Brücke waren die mit metallenen Flachreliefs, bunten glasierten Klinkern und Mosaiksteinchen gestalteten Sichtflächen, die neben Ornamenten auch die Wappen der märkischen Städte Küstrin, Stendal, Brandenburg an der Havel, Potsdam, Prenzlau, Frankfurt (Oder), Salzwedel und Neuruppin zeigten.

## Zerstörungen im Krieg

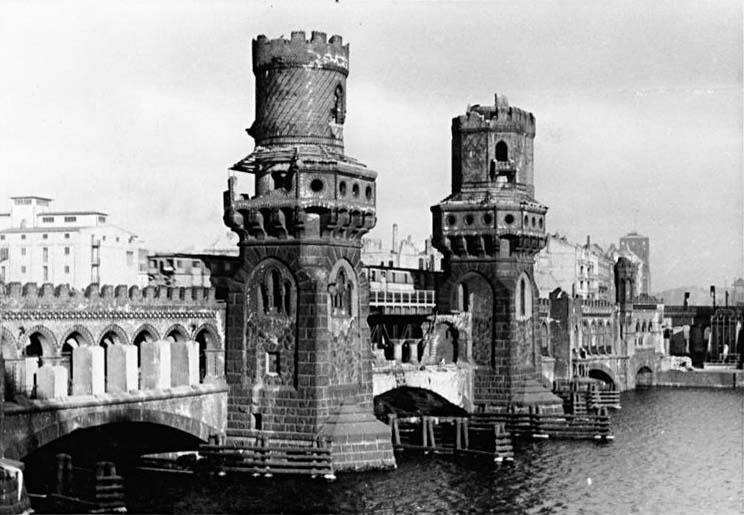
Beschädigte Oberbaumbrücke, 1950

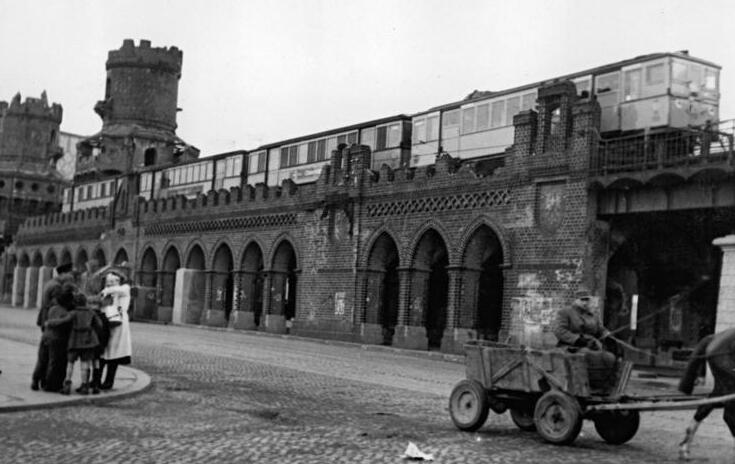
Oberbaumbrücke 1950, vorn das Groebenufer; dieses und der die U-Bahn-Gleise tragende Pfeiler rechts befanden sich im Amerikanischen Sektor

In der Schlacht um Berlin zerstörten am 23. April 1945, dem Vortag der Besetzung des rechten Spreeufers durch die Rote Armee, deutsche Truppen drei Fünftel des mittleren Gewölbebogens der Oberbaumbrücke durch eine Sprengung. Dabei erlitten die Tortürme schwere Schäden. Dass durch die Sprengung des mittleren Gewölbebogens nicht die gesamte Brücke einstürzte, lag an den deutlich überdimensionierten angrenzenden Brückenpfeilern, die die Schubkräfte der benachbarten Gewölbebögen, einem Widerlager gleich, aufnahmen. Durch Beschuss wurden weitere 15 Pfeiler des Hochbahn-Viadukts und zahlreiche Zierelemente beschädigt. Bald nach Kriegsende verkehrte über die instandgesetzte Brücke die U-Bahn der damaligen Linie B durchgehend zum Bahnhof Warschauer Brücke. Der zuvor auf Friedrichshainer Seite unmittelbar an das Brückenbauwerk angrenzende Hochbahnhof Osthafen wurde wegen seiner starken Beschädigungen abgebrochen.

## Grenzort im geteilten Berlin
Ab der Ziehung der Sektorengrenzen in Berlin verband die zum Bezirk Friedrichshain gehörende Brücke den Sowjetischen Sektor mit dem Bezirk Kreuzberg im Amerikanischen Sektor. Nach der Teilung der Stadt in Ost- und West-Berlin kam es am 31. Oktober 1948 während der Berliner Blockade auf der Oberbaumbrücke zum ersten tödlichen Grenzzwischenfall. Der Ost-Berliner Volkspolizist Fritz Maqué hatte bei einer schlagartigen Polizeikontrolle auf der Brücke versucht, einen aus Friedrichshain kommenden Lieferwagen anzuhalten. Der offenbar überraschte Kraftfahrer rammte Maqué tödlich und fuhr in den Amerikanischen Sektor. Die Ermittler der Volkspolizei fanden weder einen Anhaltspunkt zur Identität des Täters noch zu dessen Motiv, sich der Kontrolle entziehen zu wollen. Dennoch machten die SED-Propaganda und die Geschichtswissenschaft der DDR für den Tod Maqués „von Geheimdiensten angeworbene Provokateure“ oder „antisozialistische Organisationen und Gruppen“ verantwortlich. Am 17. Februar 1949 erschoss ein unbekannter Volkspolizist auf der Oberbaumbrücke den West-Berliner Pkw-Fahrer Helmut Ryll, der mit einem Begleiter nach West-Berlin unterwegs war. Bei der Kontrolle hatten sich zwei Volkspolizisten in sein Fahrzeug gesetzt und ihn aufgefordert, zu wenden, um zum nächsten Volkspolizeirevier zu fahren. Als Ryll stattdessen in den Westsektor weiterfuhr, erschoss ihn einer der Polizisten. Der führerlose Wagen prallte in der Falckensteinstraße gegen eine Laterne. Die West-Berliner Polizei konnte einen der flüchtenden Volkspolizisten festnehmen, musste ihn aber freilassen, weil unklar war, ob er geschossen hatte.
Später sperrten die Ost-Berliner Behörden die Oberbaumbrücke zunächst für den Kraftfahrzeug- und Straßenbahnverkehr. Im Dezember 1955 errichteten sie einen Bauzaun, der auch die Brückennutzung durch Motorrad- und Fahrradfahrer unmöglich machte. Jedoch gab es bis zum Tag des Mauerbaus am 13. August 1961 regen Fußgängerverkehr von Besuchern und Grenzgängern über die Brücke. Auf Kreuzberger Seite hatten sich Wechselstuben etabliert, die „DM Ost“ in „DM West“ tauschten. Kleinhändler boten den Besuchern aus Ost-Berlin Zeitungen und Zeitschriften an und hielten ein breites Billigsortiment von Südfrüchten, Genussmitteln, Kosmetika, Nylonartikeln und anderen Modeprodukten bereit, mitunter auch für Ostgeld zum Kurs 1:1.
Mit dem Bau der Berliner Mauer am 13. August 1961 wurde die Oberbaumbrücke für den gesamten Verkehr einschließlich der U-Bahn gesperrt. In Einzelfällen diente sie der Ausreise freigekaufter politischer Gefangener aus der DDR. Im Dezember 1963 öffnete das 1. Passierscheinabkommen sie für 14 Tage für West-Berliner Fußgänger. Bis zum Sommer 1966 folgten drei gleichartige kurze Öffnungen. Zu einer Daueröffnung für Fußgänger kam es ab 1972 durch das Viermächteabkommen über Berlin. Ein Gebäude für die Ost-Berliner Kontrollorgane wurde direkt am Ostufer der Spree, neben der Oberbaumbrücke, quer über die Straße erbaut. Der die Stralauer Allee an der Brücke überquerende Teil des U-Bahn-Viadukts wurde vollständig abgebrochen. Die Türme wurden Mitte der 1970er Jahre abgetragen.
Da am Gröbenufer (seit 2009: May-Ayim-Ufer) die Sektorengrenze direkt am Wasser der Spree verlief, diese selbst aber zu Ost-Berlin gehörte, kam es mehrmals zu tödlichen Unfällen: Kreuzberger Kinder, die ins Wasser gefallen waren, ertranken, weil ihnen von der Westseite nicht geholfen werden durfte und dies von der Ostseite unterblieb. Nach dem fünften Todesfall am 1. Mai 1975, der das Ansehen der DDR erneut schädigte, endeten die bereits zwei Jahre lang immer wieder an Statusfragen (Staatsgrenze der DDR) ins Stocken geratenen Verhandlungen am 29. Oktober 1975 mit der Vereinbarung des Berliner Senats und der DDR-Regierung über Rettungsmaßnahmen bei Unfällen an der Berliner Sektorengrenze. An der Oberbaumbrücke wurde 1976 am südlichen Brückenkopf eine Notrufsäule installiert, nach deren Aktivierung Ertrinkenden Hilfe geleistet werden durfte, und die Grenztruppen der DDR stationierten ein ständig bereites Patrouillenboot.

Zur Zeit der Berliner Mauer
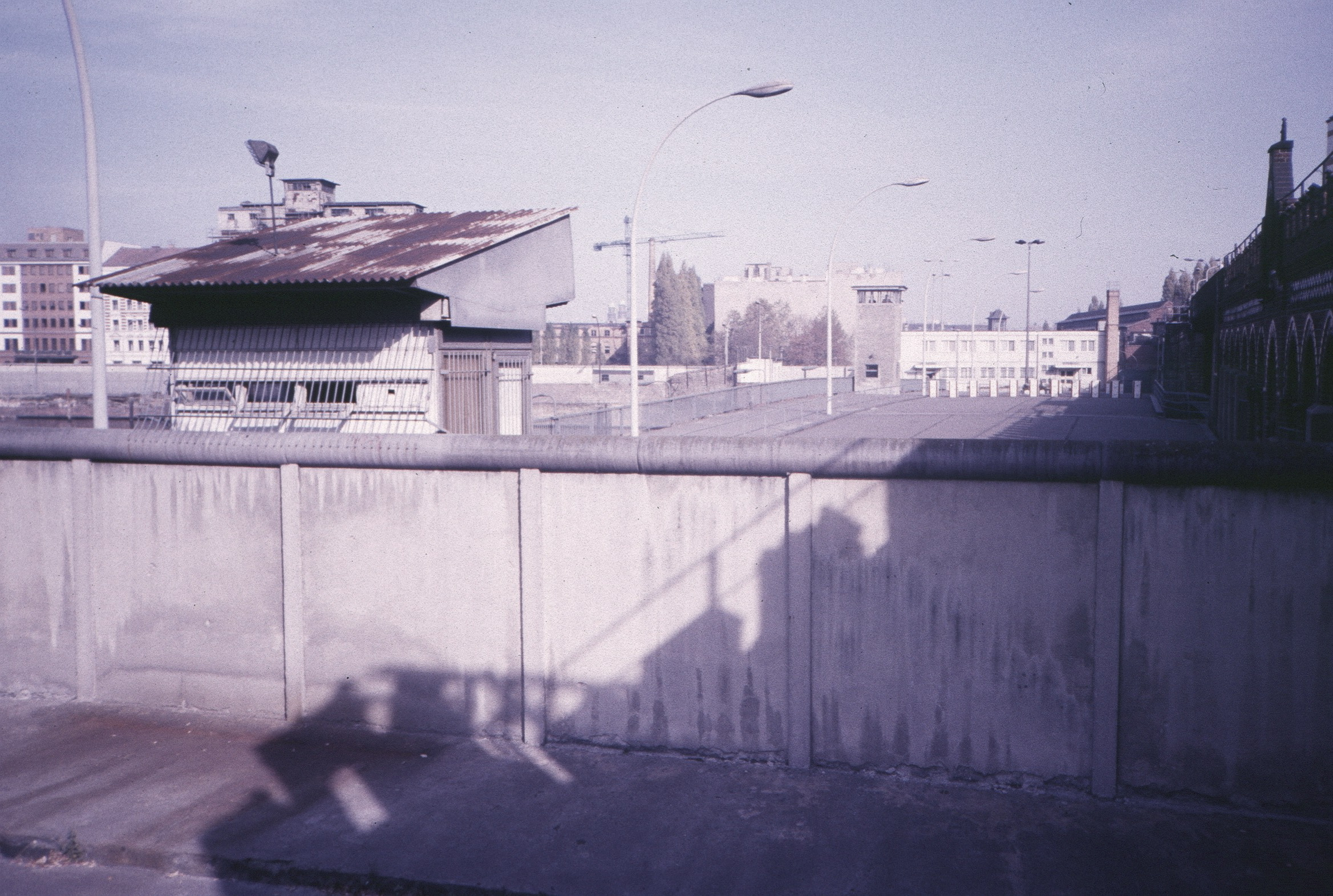
Blick von West-Berlin über die Mauer auf die Brücke, im Hintergrund das Gebäude der Ost-Kontrollorgane, 1986
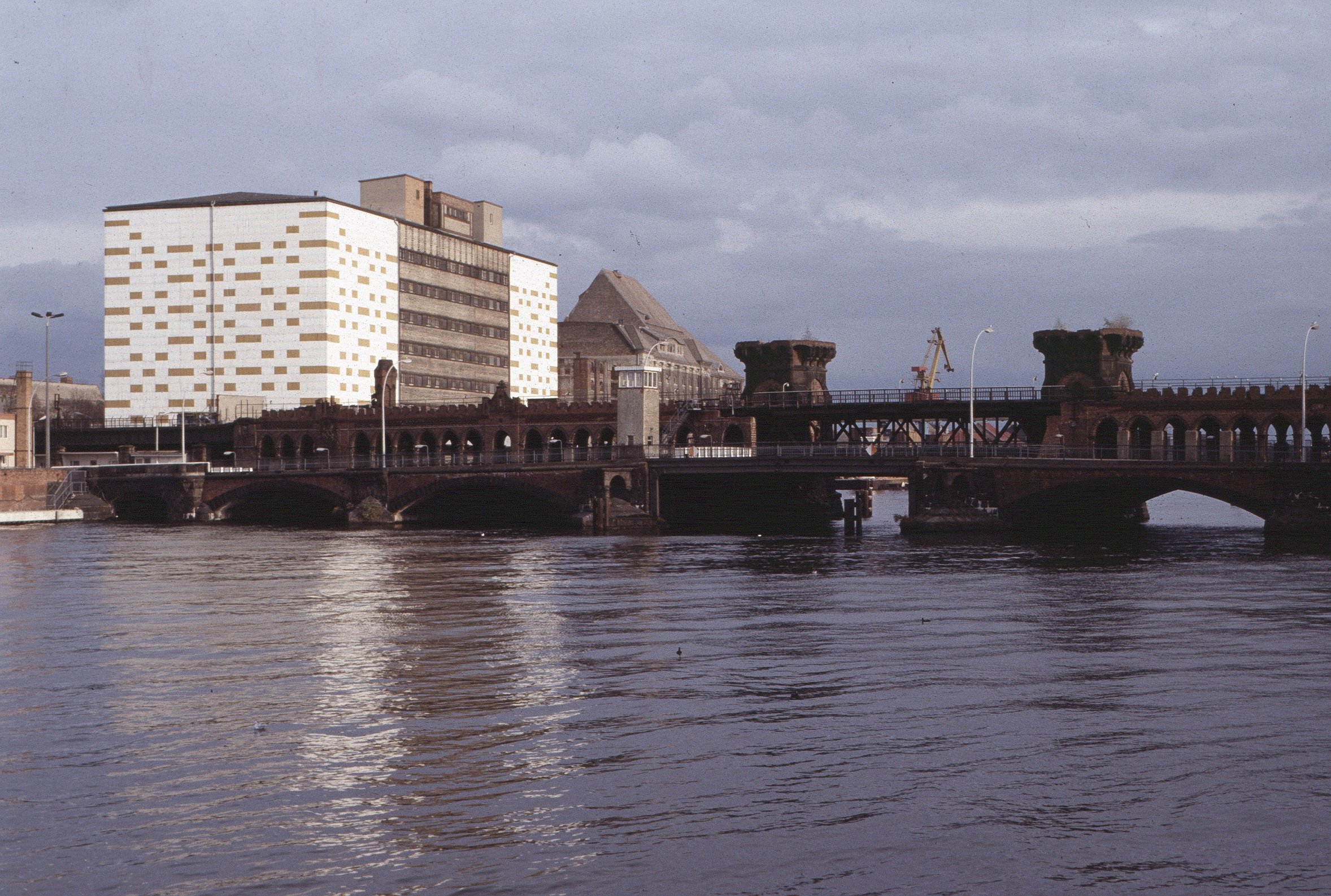
Brücke mit Grenzanlagen, Oktober 1989
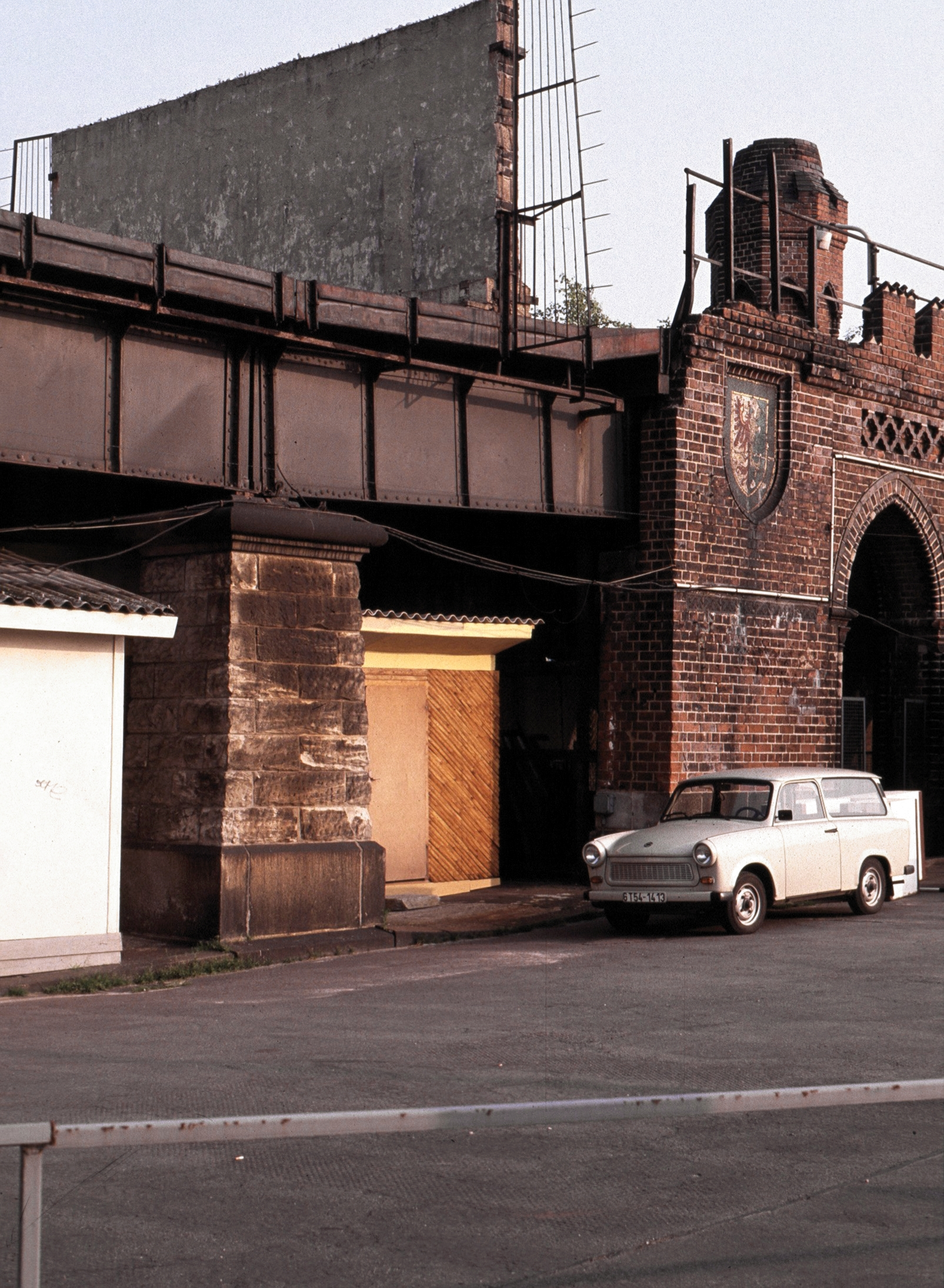
Hinterlandmauer auf der U-Bahn-Trasse am Nordkopf, 1990
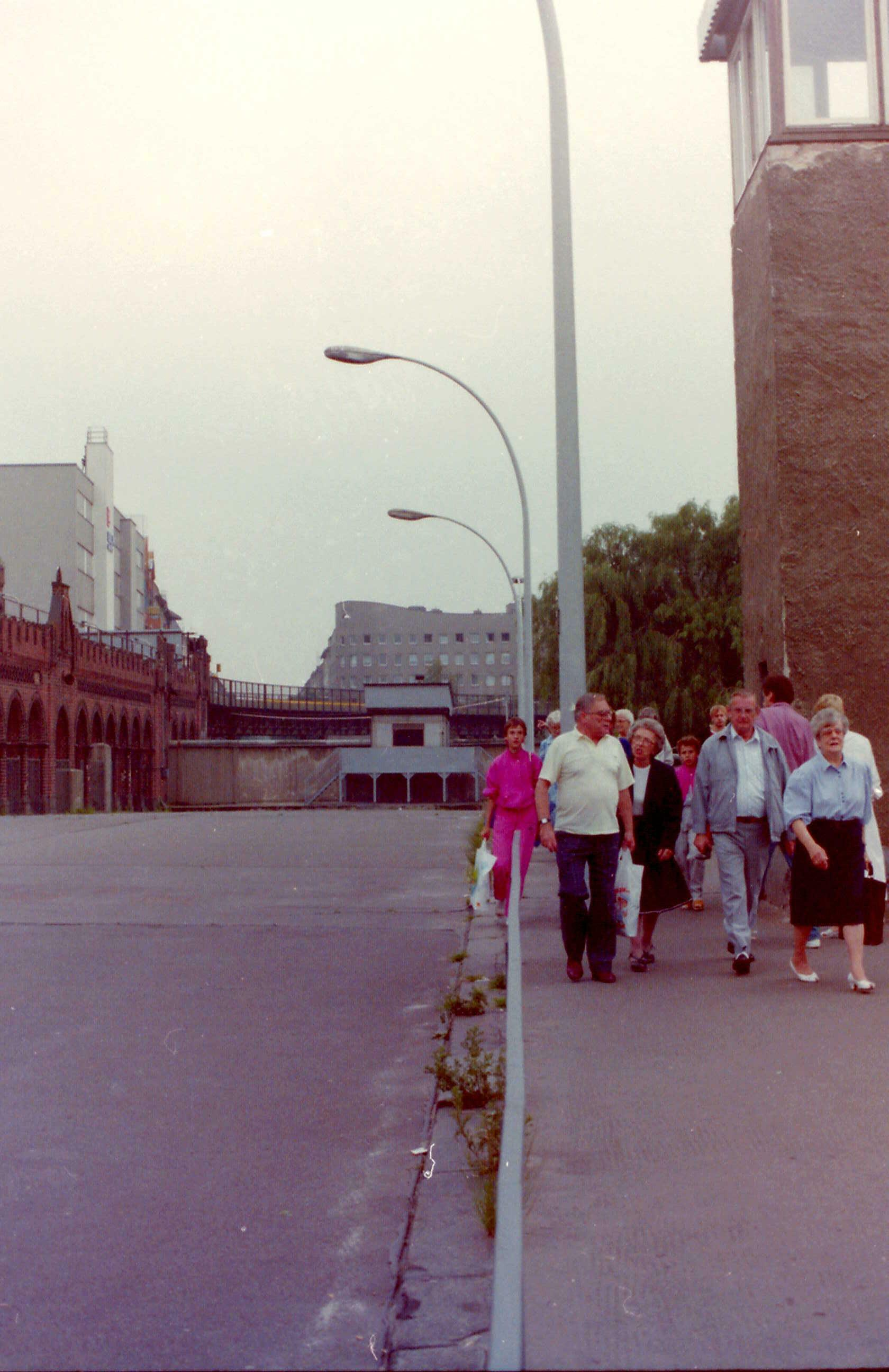
Blick in Richtung Kreuzberg um 1990, rechts der Wachturm der DDR-Grenztruppen

Wappen des Bezirks Friedrichshain-Kreuzberg mit der Oberbaumbrücke

Die Oberbaumbrücke wurde 1991 in das Friedrichshainer Wappen aufgenommen. Nach der 2001 vorgenommenen Bezirksfusion fand sie auch Aufnahme in das Wappen des neuen Berliner Bezirks Friedrichshain-Kreuzberg.

## Erneuerungen im wieder vereinten Berlin
Nach der deutschen Wiedervereinigung wurde die Brücke für insgesamt 70 Millionen Mark umfassend instand gesetzt. Für die Reparatur des zerstörten Mittelteils gab es einen internationalen Architektenwettbewerb, den Santiago Calatrava gewann. Nach langwierigen Verhandlungen zwischen dem Architekten, Denkmalschützern sowie Vertretern der Schifffahrtsbehörde und der Bauämter der beiden damaligen Bezirke wurden die Pläne von Calatrava mehrfach überarbeitet. Der Kompromiss wurde bis 1995 umgesetzt, die Brücke erhielt ein neues Mittelteil.

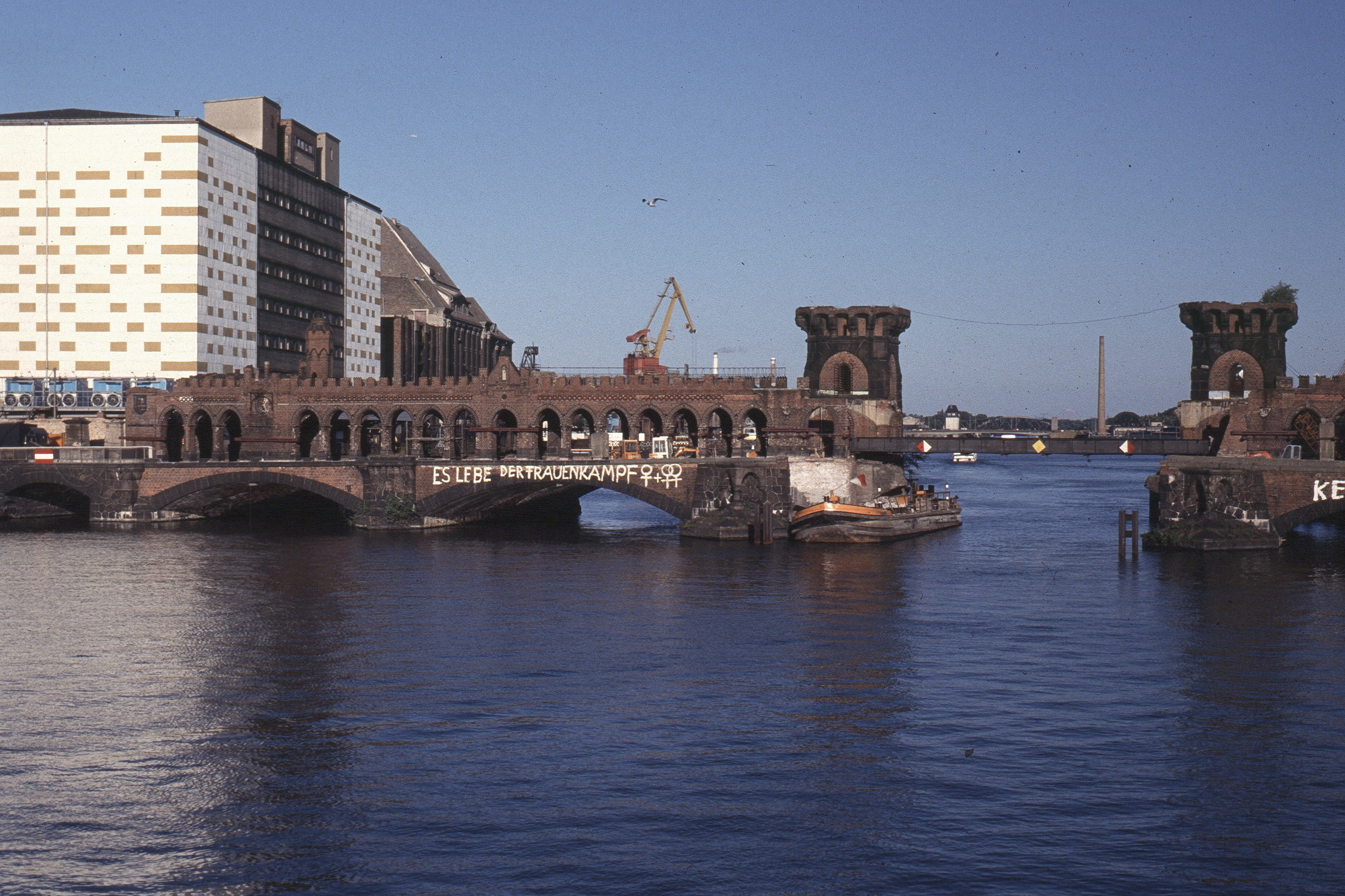
Behelfsmäßige Überbrückung der Fahrrinne, 1993
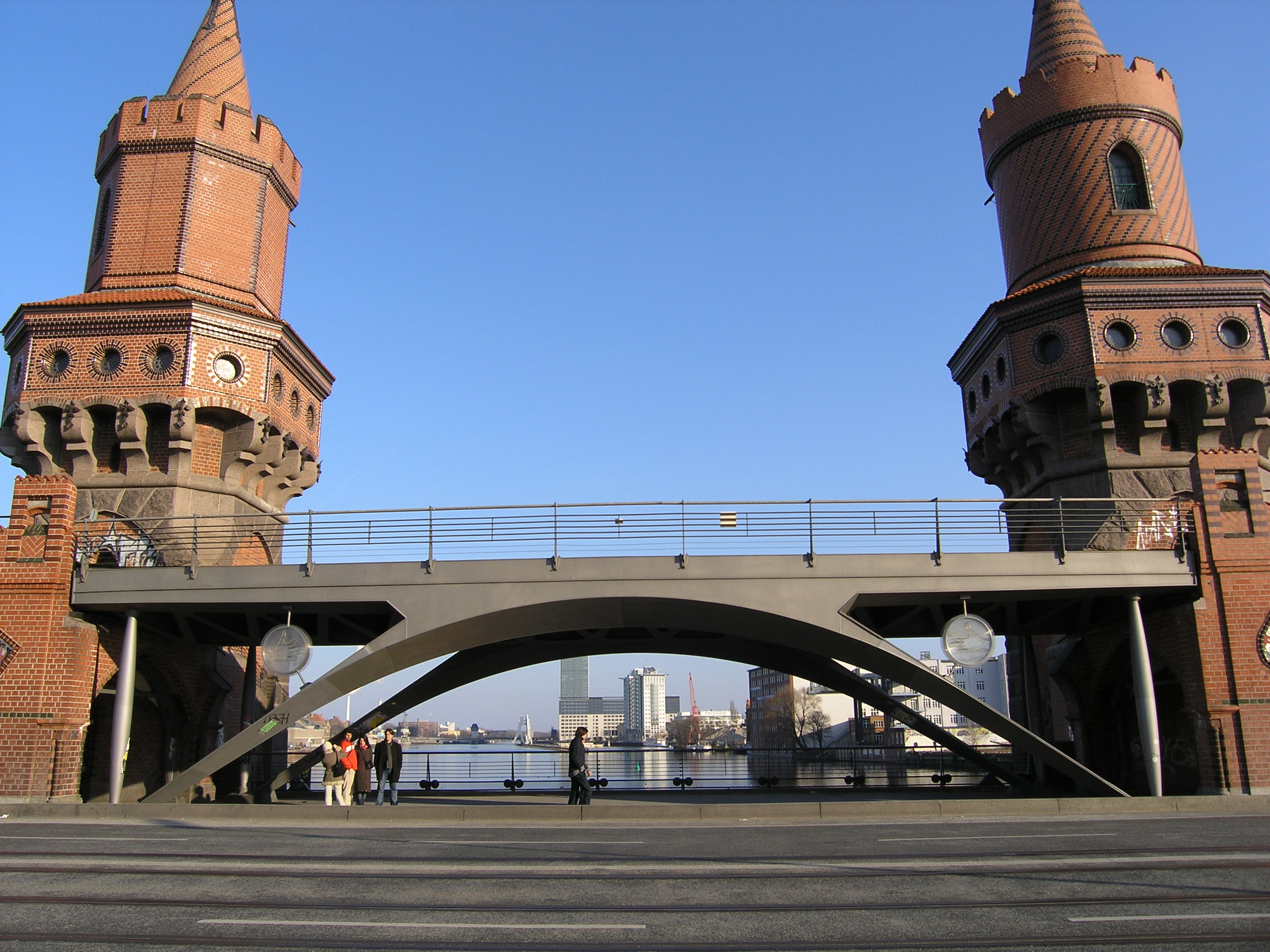
Neues Mittelteil, entworfen von Santiago Calatrava
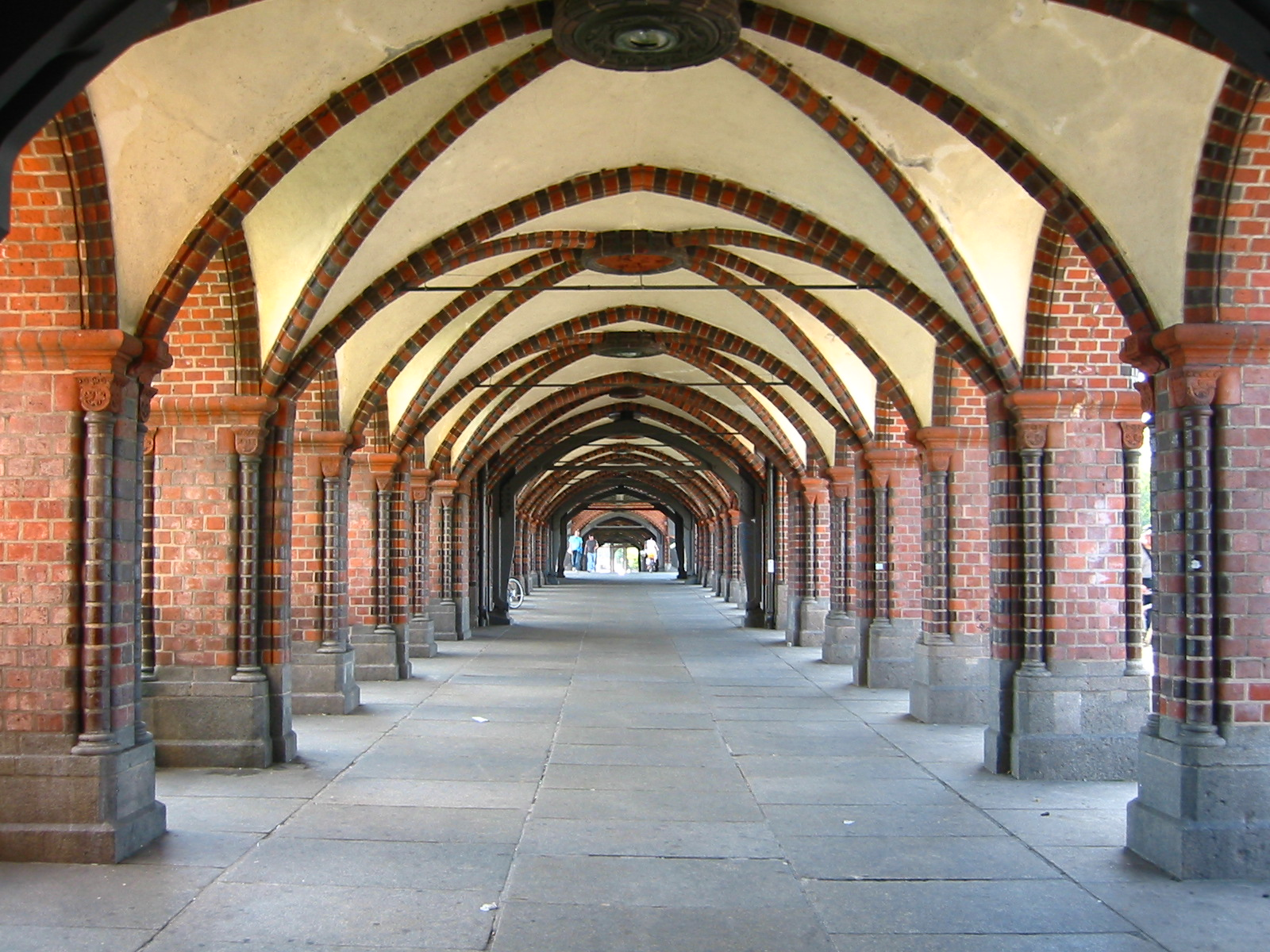
Arkadengang auf der Ostseite

## Verkehr
Seit 1995 wird die Oberbaumbrücke wieder für die U-Bahn und für den Straßenverkehr genutzt. Die Stadtplanungen der 1990er Jahre und Forderungen von Umweltverbänden führten zur Verlegung von Straßenbahngleisen in der Fahrbahndecke. Bei der Wiederinbetriebnahme der Oberbaumbrücke gab es Demonstrationen für die Straßenbahn und gegen die Freigabe für den Autoverkehr. Offizielle Pläne zur Realisierung einer Straßenbahntrasse existieren wieder seit 2016, als die rot-rot-grüne Berliner Landesregierung eine Neubaustrecke zum Hermannplatz in ihr Programm zum Ausbau des Straßenbahnnetzes aufnahm. Mit diesem Thema beschäftigten sich auch Verbände und Studenten.
Die Berliner Verkehrsverwaltung ließ zwischen Mai 2019 und November 2019, nach Jahren der stärksten Verkehrsbelastung, die Fahrbahn auf der Brücke komplett erneuern. Dazu wurde ab 27. Mai anfangs je eine Fahrbahn pro Richtung komplett gesperrt. Die Radfahrer mussten sich in Richtung Kreuzberg den verbleibenden Fahrstreifen mit dem Kraftverkehr teilen, in Richtung Friedrichshain wurde ein Radfahrstreifen unter den Arkaden parallel zum Gehweg geführt. Bei diesen Arbeiten wurden die zuvor nie befahrenen Straßenbahngleise ausgebaut. Anschließend erfolgte eine Neuaufteilung der Verkehrsfläche, die von ursprünglich sechs Meter Breite pro Fahrtrichtung auf je 4,45 Meter beschränkt wurde. Laut Festlegungen der Senatsverwaltung für Umwelt, Verkehr und Klimaschutz sollten die beidseitigen Radwege je zwei Meter breit werden. Die nachfolgende Tabelle zeigt die Planungsvorgaben aus dem Jahr 2017:
| Gehweg | Radfahrstreifen | Sicherheitsstreifen | Fahrbahn | Trennstreifen | Fahrbahn | Sicherheitsstreifen | Radfahrstreifen | Gehweg |
| ------ | --------------- | ------------------- | -------- | ------------- | -------- | ------------------- | --------------- | ------ |
| →      | 2,00 m          | 0,88 m              | 4,45 m   | 0,47 m        | 4,45 m   | 0,80 m              | 2,00 m          | ←      |

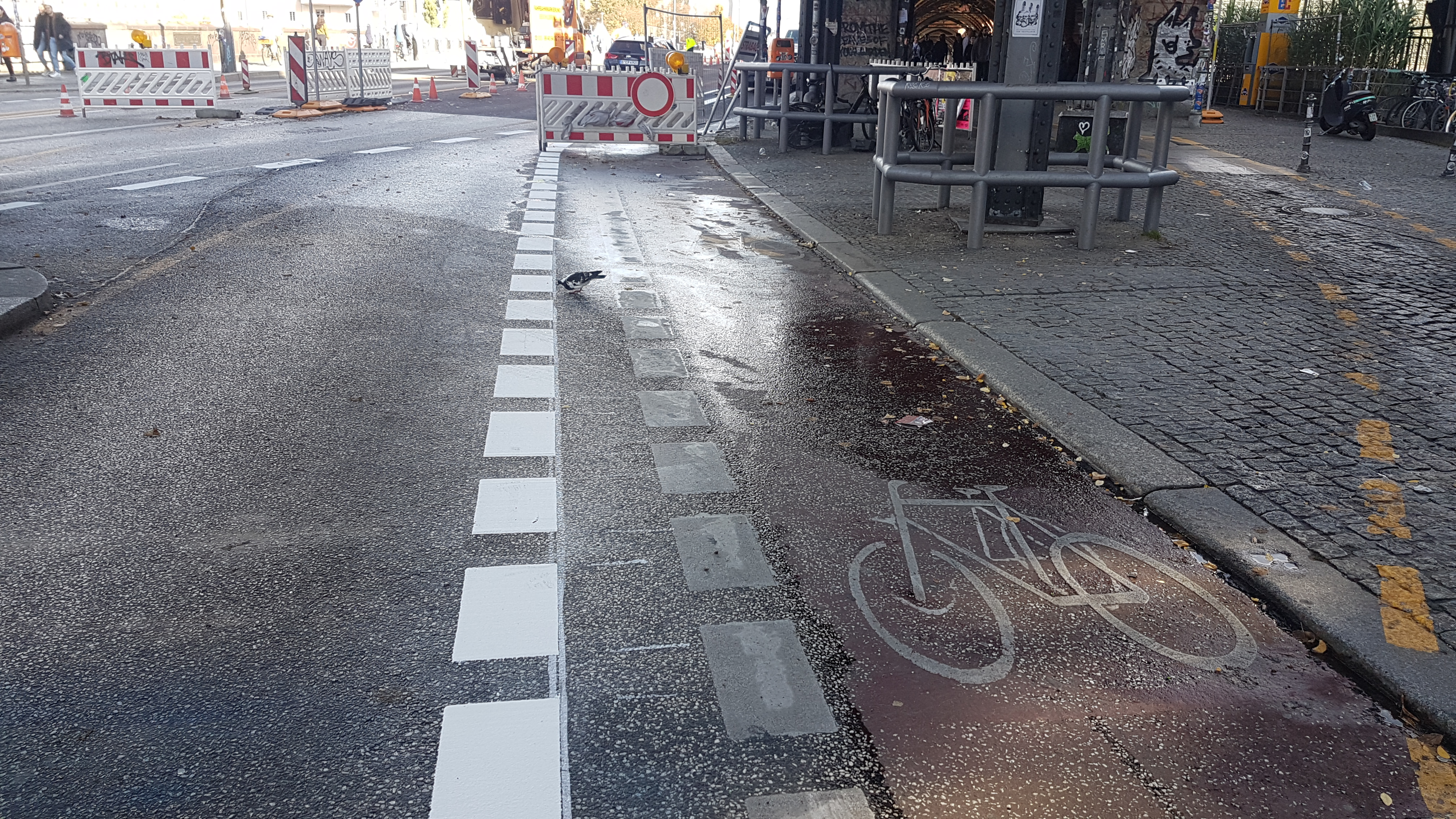
Neuaufteilung der Radspuren, 2019

An der Oberbaumbrücke wurde im Jahr 2015 eine von 17 in Berlin fest installierten automatischen Radzählstellen in die Fahrbahnoberfläche eingelassen. Unter allen mit einer Zählstelle versehenen Plätzen ist die Oberbaumbrücke der am stärksten vom Radverkehr frequentierte Ort. Für die Fahrbahnsanierung im Jahr 2019 (siehe oben) wurde die Zählstelle entfernt. Die Senatsverwaltung für Umwelt, Mobilität, Verbraucher- und Klimaschutz kündigte allerdings an, nach möglichen Anpassungen an der Fahrbahn an einer anderen Stelle auf der Brücke voraussichtlich im Jahr 2020 erneut eine Zählstelle, diesmal mit einem Display, installieren zu wollen.
Der Radweg in Richtung Friedrichshain hatte zunächst eine Breite von 1,3 Meter und in Richtung Kreuzberg 1,60 Meter. Wie oben dargestellt, sollten die Radfahrstreifen auf beiden Seiten auf zwei Meter verbreitert und mit einem zusätzlichen Sicherheitsstreifen mit 80 Zentimetern Breite in Form einer Doppellinie versehen werden.
Für die fünfmonatige Umbauzeit war die westliche Brückenseite gesperrt und eine Autofahrbahn je Richtung mit reduzierter Geschwindigkeit eingerichtet. Der Radverkehr, zunächst über die gleiche Spur wie der motorisierte Verkehr geleitet, wurde aber bald von Polizei und Verkehrslenkung als zu eng und gefährlich beurteilt; die Radfahrer sollten absteigen und den Fußweg nutzen. Nach Kritik unter anderem von Changing Cities, dem Verein hinter der Initiative Volksentscheid Fahrrad, und dem ADFC Berlin sowie einem Protest mit Straßenblockade änderten der Bezirk (Bezirksbürgermeisterin Monika Herrmann) und der Senat (Verkehrssenatorin Regine Günther) die Baustellenführung, wonach dem Radverkehr beidseitig die Fußwege zugewiesen wurden. Dafür fiel der Fußweg auf der Westseite vollständig weg und wurde auf der Ostseite vom Fußverkehr abgetrennt(?). Dies wurde wiederum von FUSS e. V., einem Verband für den Fußverkehr, kritisiert.
Nach Fertigstellung des Brückenumbaus stellte sich heraus, dass die Neuanlage der Radstreifen mit einer maximalen Breite von nur 1,85 m erfolgt war und sie damit zu schmal zum sicheren Überholen seien; sie wurden auch nicht baulich vom Autoverkehr abgetrennt. Das war ein Verstoß gegen das Mobilitätsgesetz und führte zu umfangreichen Protesten und Widersprüchen. Im Oktober 2019 gab die Verkehrsverwaltung bekannt, die Breite erneut anzupassen und Protektionselemente zu prüfen, die mit der denkmalgeschützten Brücke in Einklang gebracht werden können. Ein weiterer Umbau wurde beschlossen.
Im Jahr 2022 ließen die Verantwortlichen mittels Klebebordsteinen eine deutliche bauliche Trennung zwischen Fahrradweg und Autofahrstreifen sowohl direkt auf der Brücke als auch entlang der Oberbaumstraße herrichten.

## Kulturelles an der Oberbaumbrücke
Die Senatsverwaltung für Bauen, Wohnen und Verkehr veranstaltete 1996 einen künstlerischen Wettbewerb zur Markierung der sieben innerstädtischen Grenzübergänge. Mit seinem Entwurf des bekannten Kinderhandspiels Schere, Stein, Papier gewann der Berliner Thorsten Goldberg den Wettbewerb zum ehemaligen Grenzübergang Oberbaumbrücke. Dazu wurden zwei rechts und links des Mittelstückes sichtbare – je ein Meter große – Leuchtröhren angebracht. Die leuchtenden Umrisslinien der drei Handstellungen Schere, Stein und Papier wechseln zufallsgeschaltet alle sechs Sekunden und sind sowohl von der Wasserseite als auch von der Fahrbahn gut sichtbar. Dieses Glücksspiel soll die frühere politische Situation zeigen, nach der Entscheidungen eher zufällig und willkürlich erfolgten.
Seit 1998 ist die Oberbaumbrücke traditionell einmal im Jahr Schauplatz der Gemüseschlacht zwischen Friedrichshainern und Kreuzbergern, in der um die Vorherrschaft zwischen den beiden mittlerweile fusionierten Bezirken volksfestartig gestritten wird.
Der Stadtteilausschuss Kreuzberg e. V. organisiert seit 2003 alljährlich im Frühsommer die Open Air Gallery. An diesen offenen Kunstsonntagen kommen bis zu 30.000 Besucher auf die Brücke, die zu diesem Zweck für den Straßenverkehr gesperrt wird.
Das Wandbild, auf das man beim Verlassen der Brücke in Richtung Kreuzberg zugeht, ist ein Werk des italienischen Streetart-Künstlers Blu aus dem Jahr 2007. Das großflächige, unübersehbare Wandbild zeigt einen pinkfarbenen Riesen und wird zumeist in Allegorie zur mythologischen Leviathan-Figur als Leviathan, gelegentlich auch als Pink Man oder nach dem Festival, auf dem es entstand, als Blus Backjump Mural bezeichnet.
Im international bekannten Film Lola rennt des Regisseurs Tom Tykwer rennt die Protagonistin unter dem Bahnviadukt den Fußgängerweg entlang.
Am 21. März 2010 wurde hier eine Schlüsselszene des Action-Thrillers Unknown Identity mit Liam Neeson und Diane Kruger gedreht, bei der ein Taxi in die Spree stürzt.
In der Fernsehserie Edel & Starck war die Brücke häufig in kurzen Einstellungen zu sehen. 
Folgende Musikvideos zeigen die Oberbaumbrücke:
- Kein Liebeslied (2012) von Kraftklub (ab 0:51 min)[36]
- Das ist Berlin (2016) von Endlich August (bei 0:25 min, ab 2:56 min)[37]
- La Musica Non C'è (2017) von Coez[38]